# Олимпиец (Химки)
«Олимпи́ец» — спортивно-жилой комплекс, созданный к Олимпийским играм 1980 года под названием «Международный молодёжный лагерь „Олимпиец“» в микрорайоне Клязьма-Старбеево подмосковного города Химки. В 1990-е переобустроен в одноимённый парк-отель.

## История
Для строительства «Олимпийца» было выбрано место на берегу реки Клязьмы. Молодёжный лагерь был построен с учётом рельефа местности — в виде ступенчатого блока, поднимающегося на высоту от 3 до 8 этажей. В комплекс входили три спальных корпуса из красного кирпича на 500 мест, большой спортивный комплекс с тренировочным залом, крытый бассейн, ресторан, концертный зал. Перепады рельефа были использованы в интерьерах: помещения расположены на разных уровнях; в иных случаях их разделяют не стены, а ряд ступеней. Перед главным фасадом была построена видовая площадка, окружённая парапетом, под которой разместили летний открытый кинотеатр. Территория комплекса включала 46 гектар лесопарковой зоны.
Во время Олимпийских игр здесь проходили встречи и пресс-конференции с чемпионами, призёрами игр; соревнования по разным видам спорта. После окончания Олимпиады «Олимпиец» продолжал функционировать по прямому назначению, а также стал площадкой для съёмок кино: в фильме «Молодые гости Олимпиады-80» показан сеанс одновременной игры молодого чемпиона мира по шахматам А. Е. Карпова, который он проводил в здании «Олимпийца». В 2011 году в здании «Олимпийца» проходили съёмки фильма «Измена» (режиссёр Кирилл Серебреников).
В память о Международном молодёжном лагере «Олимпиец» (ММЛ-80) были выпущены серии памятных значков.

### Сведения об авторах
Международный молодёжный лагерь «Олимпиец» был создан группой архитекторов, получивших за проект Государственную премию РСФСР в области архитектуры в 1981 году:
- Архитекторы: А. Т. Полянский (проектировал также комплекс Всесоюзного детского оздоровительного лагеря «Артек», мемориальный комплекс Победы на Поклонной горе), Гвоздин А. М.[3], Штильмарк О. В.
- Инженеры-конструкторы: Липовецкий Б. А., Карская Т. М.
- Инженеры-технологи: Ситцев В. М., Дедков А. М., инженер-строитель Житомирский В. А.

## Современное состояние
В 1990-х годах Международный молодёжный лагерь «Олимпиец» был переименован в парк-отель «Олимпиец» и использовался как гостиничный комплекс, спортивный комплекс, а также парк для прогулок и занятий спортом местных жителей.
В 2021 году администрацией Химок были проведены общественные обсуждения с предложением изменить генеральный план города в части участка «Олимпийца»: вырубить парк, снести спортивный комплекс и застроить территорию жилыми домами. В ходе обсуждений местные жители направили в администрацию свои возражения.
В конце 2022 года группой компаний "Самолёт" начато строительство на территории жилого комплекса "Квартал Ивакино".